# آگوستین سانچو
آگوستین سانچو (اسپانیایی: Agustín Sancho‎; ۱۸ ژوئیهٔ ۱۸۹۶ – ۲۵ اوت ۱۹۶۰) بازیکن فوتبال اهل اسپانیا بود.
از باشگاه‌هایی که در آن بازی کرده‌است می‌توان به باشگاه فوتبال سابادل و باشگاه فوتبال بارسلونا اشاره کرد.